# علم (عزاداری)

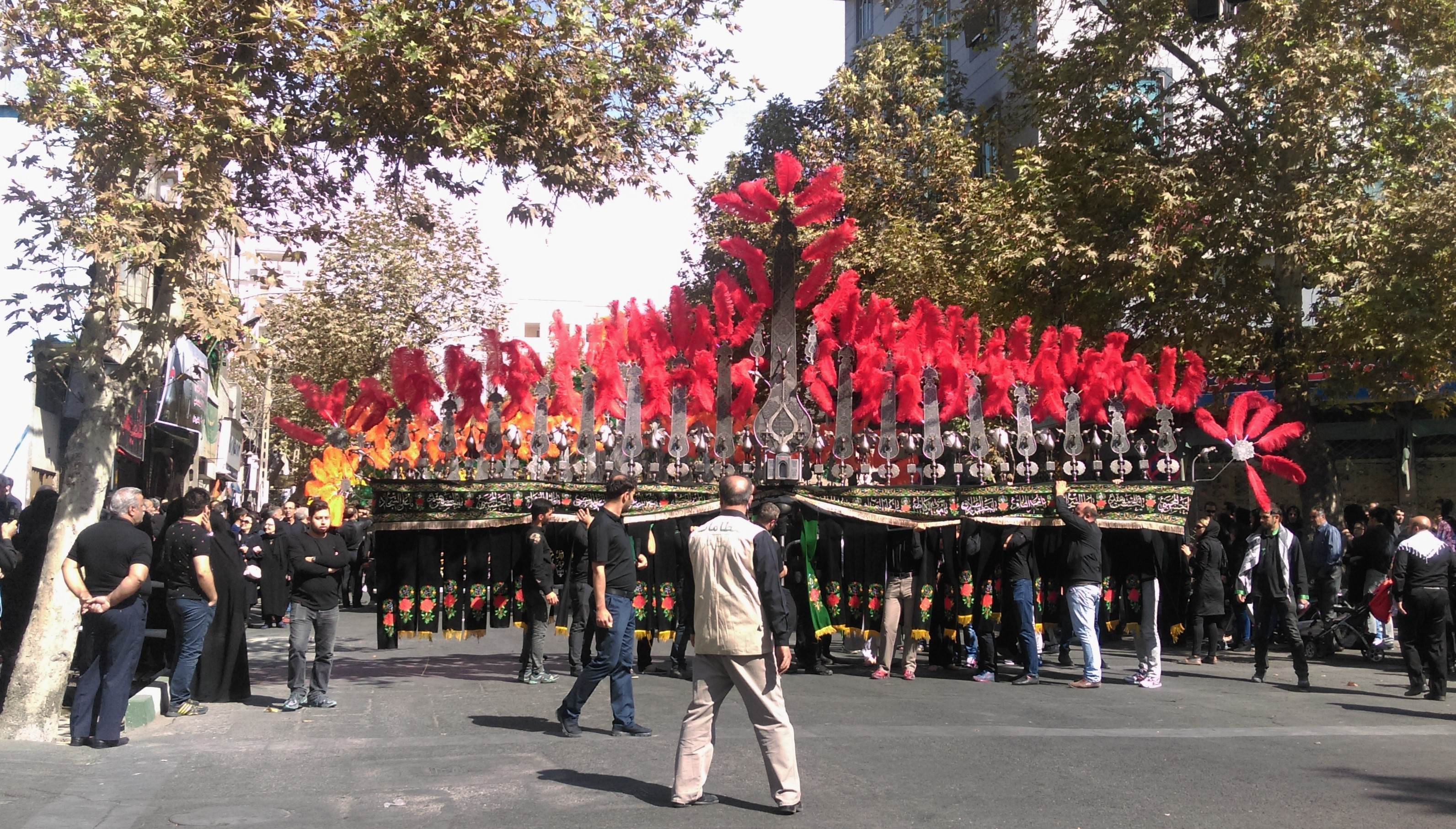
علم‌کشی در مراسم عاشورای حسینی

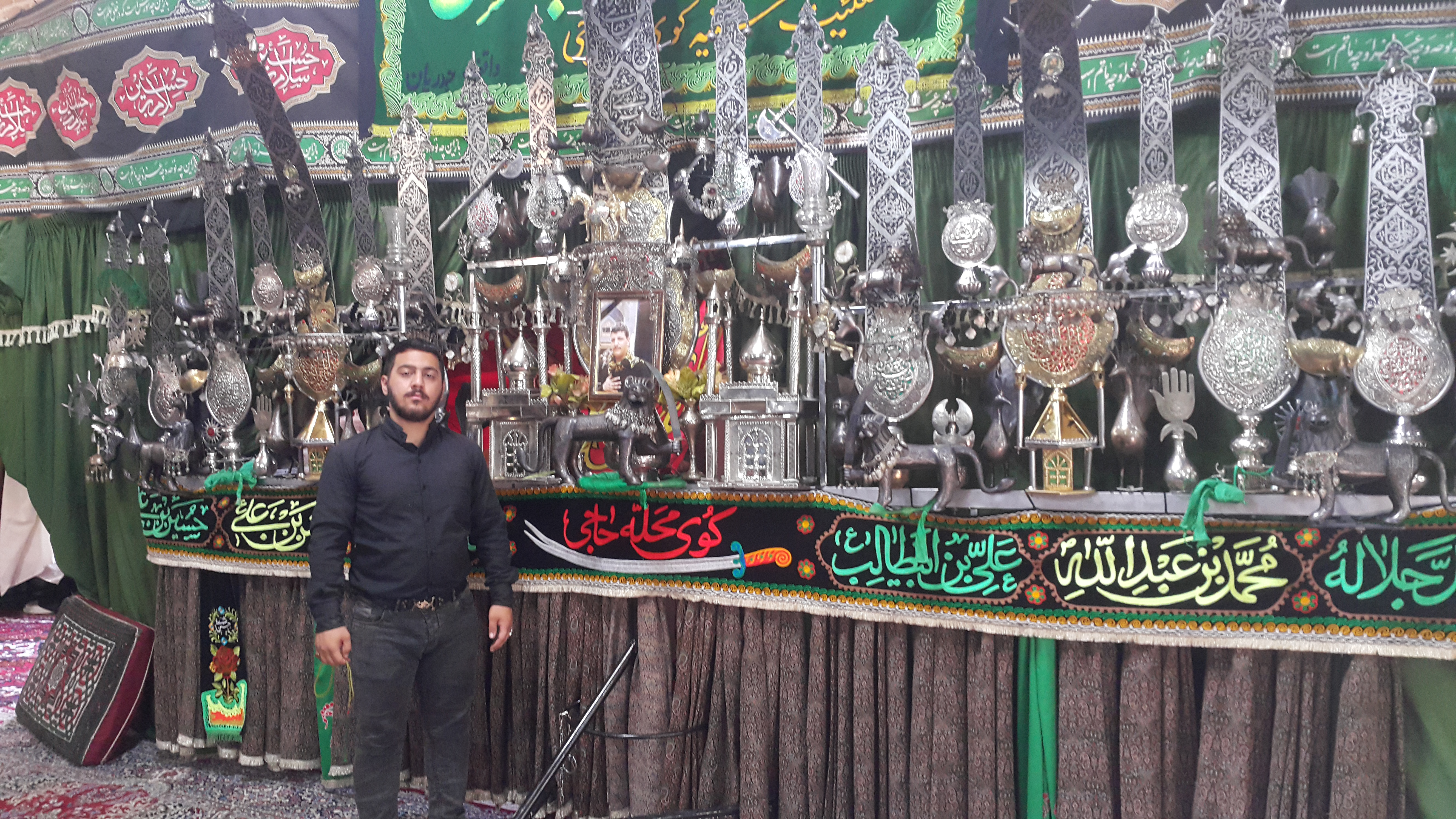
یک علم کامل روی سه‌پایه مخصوص

عَلم یا علامت یا جریده یا توغ یکی از وسیله‌های نمادین بکار رفته در آیین سوگواری عاشورا در میان شیعیان است. این وسیله معمولاً چوبی بلندی به ارتفاع پنج شش متر که سر آن پنجه‌ای برنجین می‌گذارند و پارچه‌های رنگین قیمتی به چوب می‌بندند. علم از فلز، چوب یا آهن ساخته شده، توسط علم‌دار حمل می‌شود.
علم معمولاً در جلوی صف سوگواران حرکت داده می‌شود. علم‌های قدیمی تر معمولاً پایه‌ای دارند که واژه‌های دینی بر روی آن برنگاشته شده است و دو اژدها یا شیر با دهان باز از آن پاسداری می‌کنند. گاهی پهنای علم‌ها به ۳ متر تا ۱۰متر هم می‌رسد و غالباً ۱۱ زبانه (تیغه) دارد که زبانه میانی بزرگ‌تر از بقیه می‌باشد. حد فاصل زبانه‌ها را هم با اشیاء فلزی که به شکل کبوتر و طاووس و لاله و گنبد و بارگاه و… ساخته شده بود، پر می‌کردند.
به کسی که علم را با خود حمل می‌کند، علمدار می‌گویند. این شخص پایه علم را که از چوب ساخته شده، داخل بند تسمه‌ای که به کمر و شانه خود بسته، قرار می‌دهد و با آن حرکت می‌کند.
علم و پرچم از وسائلی است که در جنگ‌ها از اهمیت اساسی برخوردار بود. البته بین علم و پرچم تفاوت‌هایی وجود داشته است و از نظر اهمیت هم درجه‌بندی شده‌اند. علم شمال کشور با علم بخش‌های مرکزی ایران اختلاف دارد.

## تاریخچه
به نظر می‌رسد که نوعی علم در زمان آل‌بویه برای مراسم محرم استفاده می‌شده است. در زمان آق قویونلوها طبل و علم از امامزاده‌ها توسط علما در مراسم مذهبی حمل می‌شده است. با تشکیل دولت شیعی صفوی، علم به صورت گستره‌ای در مراسم محرم و سایر مراسم مذهبی بکار مورد استفاده قرار می‌گرفته است.
قدیمی‌ترین علم‌های ایرانی در کاخ توپ‌قاپی استانبول نگهداری می‌شود. این علم‌ها از غنایم جنگی است و پس از تصرف شهر تبریز توسط سپاهیان عثمانی، شاه سلیم آن‌ها را به استانبول منتقل کرد که پس از رواج تشیع در زمان شاه اسماعیل مورد استفاده دسته‌ها قرار گرفته است از صفحه‌ای آهن به صورت تیغه‌ای باریک و بلند ساخته می‌شد. در راس آن علامت و نشان سنتی و قومی قبیله و در شیعه مذهبان نام الله یا نام الله و محمد و علی یا نام الله و پنج تن نقره کاری (نقره کوبی) یا کنده کاری می‌شد. تیغه باریک و بلند آهنین با صفحه‌ای مدور و بزرگ‌تر در انتهای تیغه که دارای قابی از فلز بود خاتمه می‌یافت. دور این قاب را با سرهای اژدها که از هنرهای چینی و ژاپنی اقتباس شده بود، می‌آراستند.  این علم‌ها بر روی دسته‌ای چوبی یا فلزی قرار می‌گرفت و پیشاپیش دسته‌ها حمل می‌شد.
در سال‌های بعد، به‌خصوص در دوران زندیان و قاجاریه، تزئینات دیگری به علم‌های دسته اضافه شد و عزاداران مذهبی در ایام سوگواری یا بزرگداشت و تشریفات دیگر آن‌ها را به کار می‌برند.

## علم‌کشی
عَلَم‌کِشی یا علامت کِشی، نوعی آئین نمایشی برای سوگواری در مناسبت‌های مذهبی شیعیان است. در این آئین، یک یا تعدادی علم عزاداری در معابر گردانده می‌شود. علم کشی در ایران بیشتر در روز تاسوعا و روز عاشورا به عنوان بخشی از سوگواری محرم انجام می‌گیرد. معمولاً در صبح و ظهر عاشورا، علم‌های عزا در پیشاپیش هیئت‌های عزاداری به نمایش در می‌آید و در کوچه خیابان یک محله گردانده می‌شود. استفاده از علم در عزاداری‌های تشیع دارای فراز و فرودهایی بوده و موافقان و مخالفانی دارد.

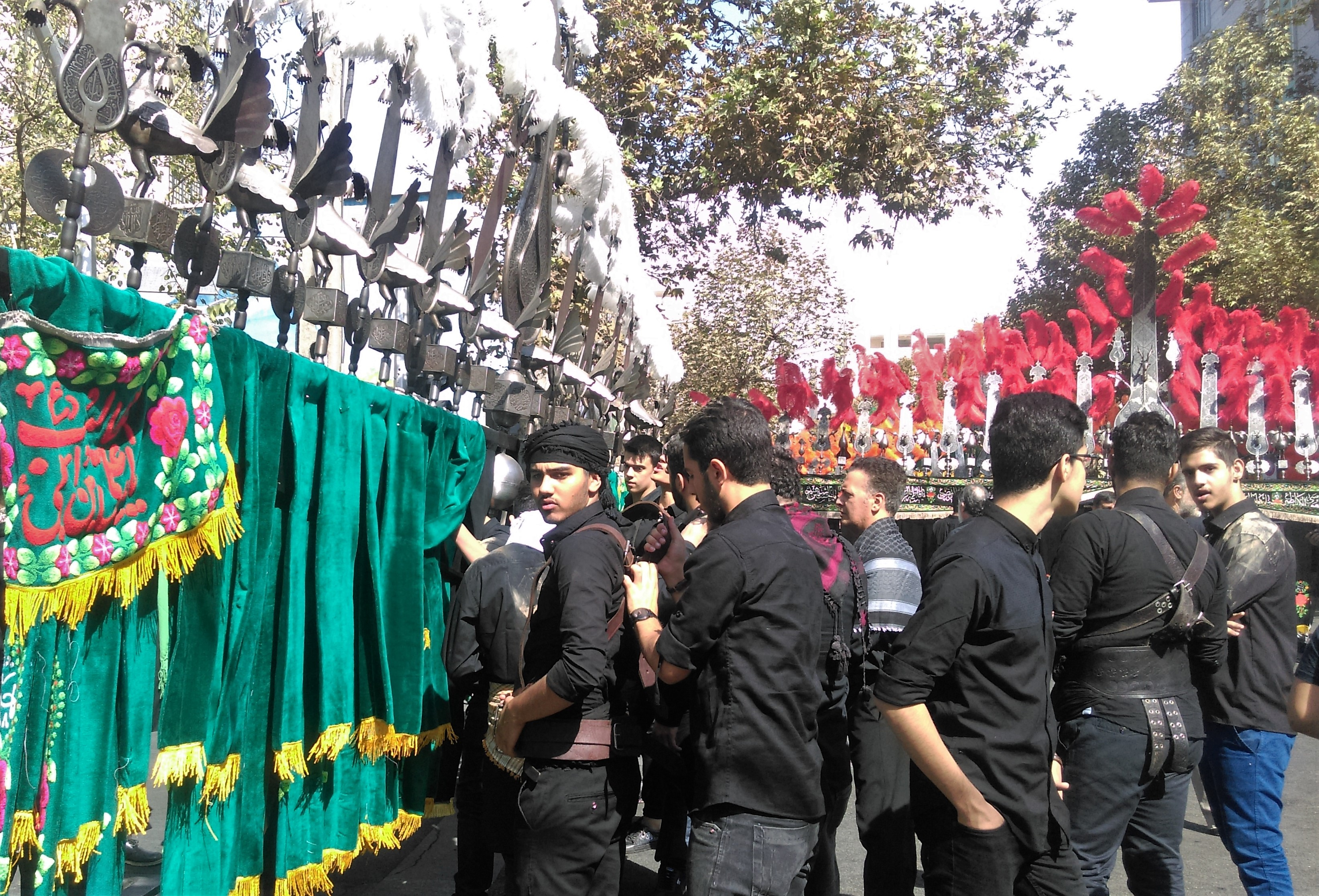
گروهی از جوانان منتظر حمل علم.

### چگونگی علامت کشی
امروزه علامت کشی هم‌زمان با حرکت دسته‌های عزاداری زنجیرزنی و سینه زنی در روزهایی مانند تاسوعا، عاشورا و اربعین مشاهده می‌شود. جایگاه علامت‌ها عمدتاً بعد از بیرق‌های هیئت و قبل از دسته‌های زنجیرزن و سینه زن است. علامت‌های کوچک تا متوسط توسط افراد دارای توانایی جسمی حمل می‌شوند و علامت‌های خیلی بزرگ بر روی چرخ مخصوص حرکت داده می‌شوند. علامت‌ها در گذشته کوچکتر بوده‌اند و به راحتی حمل می‌شده‌اند. اما امروزه حمل علامت‌های سنگین معمولاً به سختی و با کندی صورت می‌گیرد و نیاز به تعدادی افراد آماده برای این کار است. معمولاً افراد جوان و دارای فیزیک بدنی مناسب به انجام این کار اشتیاق نشان می‌دهند. فردی که علامت را حمل می‌کند علمدار نامیده می‌شود. علمدار کمربند مخصوص حمل علم بر خود می‌بندد که از جنس چرم است و بر روی کمر و شانه‌ها محکم می‌شود. این کمربند دارای فضایی برای قرار گرفتن پایه علم است.
با قرار گرفتن فرد آماده علم کشی در پشت علم، سایر علمداران علم را به صورت گروهی از پایه برداشته و بر روی کمربند علمدار سوار می‌کنند. علمدار بسته به توانایی و مهارت خود و نیز سنگینی و حجم علم، آن را از چند گام تا مسافتی قابل ملاحظه حمل می‌کند. با مشاهده آثار خستگی در علمدار، فرد دیگری به همین ترتیب به عنوان علمدار بعدی عمل می‌کند.
در میدان‌ها و محل‌های اجتماع ممکن است کارهای نمایشی ویژه‌ای با علامت انجام گیرد که بیشتر به صورتهای زیر است:
- چرخاندن علامت به صورت ۳۶۰ درجه و درجا
- سلام دادن علامت که عبارت است از حرکت جلو و عقب علامت به گونه‌ای که حرکات نوسانی شدید در تیغه‌ها ایجاد شود.
- چرخش و سلام زوجی: وقتی دو علامت از دو هیئت مقابل به همدیگر می‌رسند به صورت موازی در مقابل هم قرار می‌گیرند و یک یا دو مورد از فعالیت‌های قبلی یعنی چرخاندن و سلام کردن را انجام می‌دهند.

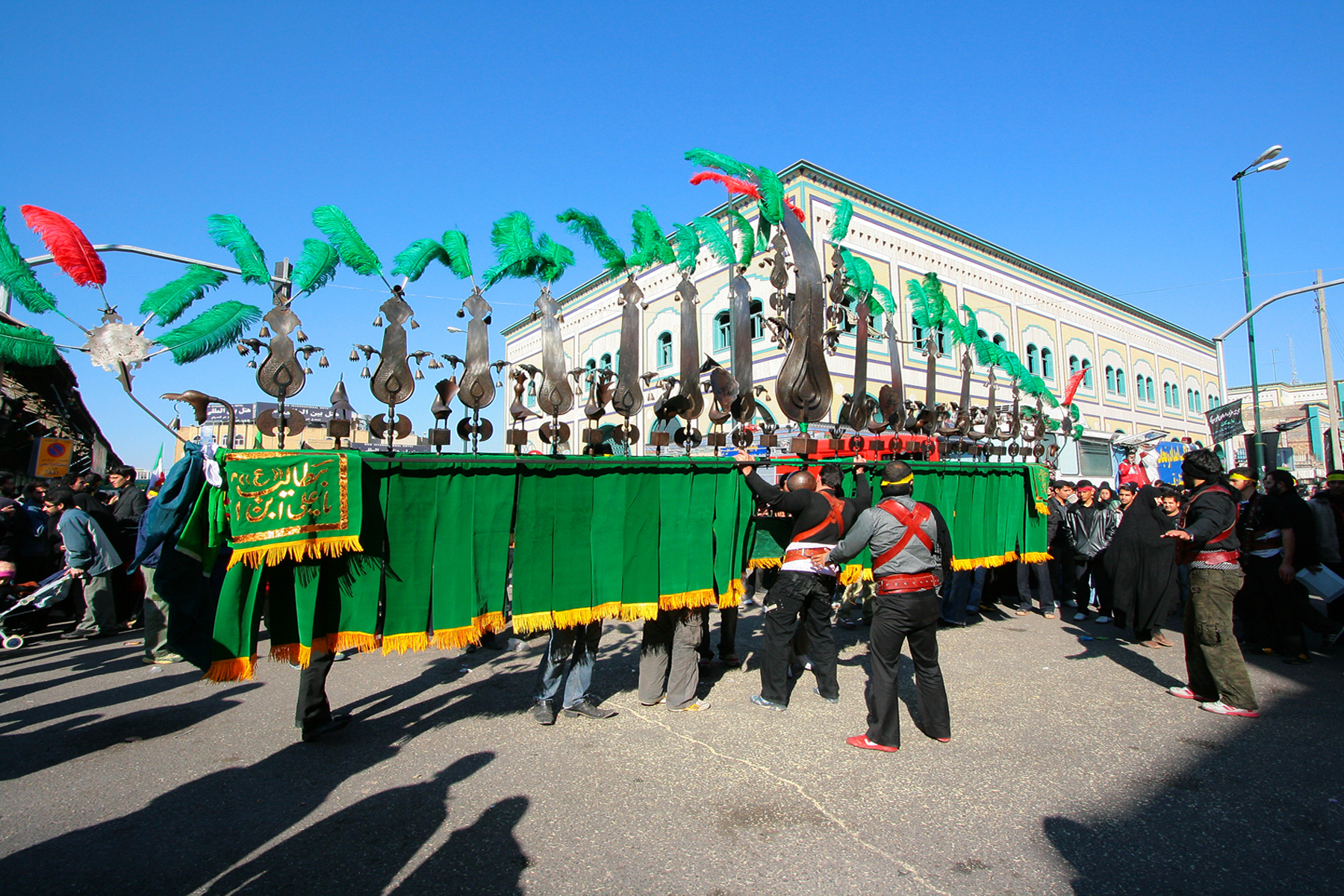
حمل علم توسط عزاداران در ایام محرم

### تاریخچه علامت کشی
استفاده از علم به شکل صلیب به دوره صفویه بر می‌گردد که در آن دوره اقتباسهایی از آئین‌های مسیحیت در اروپا صورت گرفت و علم به عنوان یکی از نمادهای عزاداری شناخته شد.
با قدرت گرفتن شاه عباس دوم و اقبالی که وی به عزاداری برای حسین نشان داد، انواع مراسم عزاداری در ایران رواج یافت تا جایی که وزارتی خاص با نام «روضه خوانی و تعزیه داری» راه اندازی شد. سپس گروهی از درباریان برای شناخت و بهره‌گیری از آئین‌های مسیحیان راهی شرق اروپا شدند.

### اصطلاحات علامت کشی
علم بندی: سر هم کردن قطعات و برپا کردن علم در یک محل همراه با آداب مخصوص.
علم واچینی: عمل باز کردن پارچه‌های رنگین و قیمتی از چوبه علم یا باز کردن قطعات علم برای نگهداری در انبار و حمل و نقل.
علمدار: کسی که علامت را حمل می‌کند.

### انتقادات و نظرات
فقهای شیعه عمدتاً استفاده از علامت در عزاداری‌ها را مجاز دانسته‌اند؛ اما برخی  انتساب این مراسم به اسلام یا استفاده از نمادهای دارای حیات مانند تصاویر افراد و حیوانات را مجاز ندانسته‌اند.

## حوادث و اتفاقات
نزاع در علم کشی از گزارش‌های شایع در تاریخچه علم کشی در سوگواری‌های ایران بوده است. این مسئله بیشتر به خاطر چشم و هم چشمی بین علمداران و هیئت‌ها صورت می‌گیرد.

## نگاره‌های علم

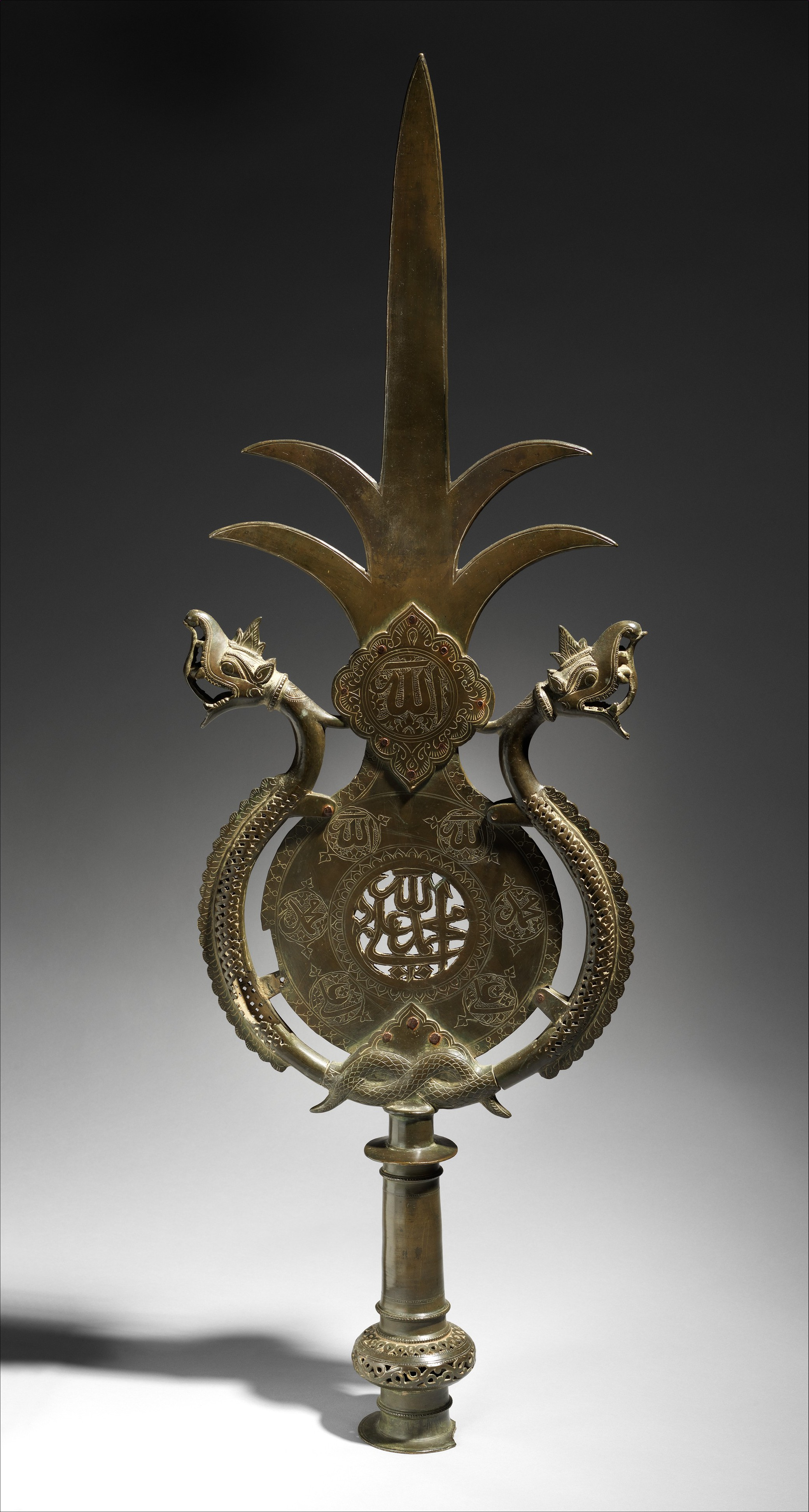
علم با نقش اژدها

علم را پیشاپیش صف سوگواران حرکت می‌دهند، علم‌های قدیمی‌تر معمولاً پایه‌ای دارند که کلمات مذهبی بر روی آن منقوش است و دو اژدها با دهان باز از آن حفاظت می‌کنند و صورت آن‌ها نیز سوراخ شده است.
برخی علم‌ها نگاره طاووس، پرنده، چهار گلدان و یک جفت طوطی در دو طرف علم دارد. گاه دو شمعدان به میله‌ای که قاب بر آن تکیه دارد متصل است.
در گذشته علم‌ها یک زبانه بودند و تزییناتی به آن متصل می‌کردند. این علم کم‌کم تبدیل به علم سه تیغ، پنج تیغ، هفت تیغ و… تا بیست و یک تیغ شد.

## آرایه‌ها و نمادهای علم
شیر در عَلَم نشان قدرت است و شجاعت؛ علی بن ابی طالب، می‌باشد چون که یکی از القاب او اسدالله الغالب، می‌باشد. برخی نیز معتقدند به ماجرای آمدن شیر بعد از کشته شدن حسین بن علی در کربلا اشاره دارد.
شیخ کلینی در کتاب اصول کافی روایتی را آورده است که براساس آن، بعد از کشته شدن حسین بن علی دشمنان خواستند با اسب بر بدنش بتازند، رباب به زینب گفت: ای خاتون من! سفینه، غلام رسول خدا، در سفر دریا سوار کشتی بود، کشتی شکست و او به جزیره ای پناه برد. ناگاه شیری را دید، به شیر گفت: من غلام رسول خدا هستم، شیر غرش کنان در جلوی او به حرکت افتاده، راه را به وی نشان داد و آن شیر اینک در ناحیه ای آرمیده است. به من اجازه دهید نزد شیر بروم و وی را از برنامه فردای دشمنان آگاه کنم. پس فضه نزد شیر رفت و واقعه را نقل کرد. شیر برخاسته، آمد و دست‌هایش را بر جسد حسین بن علی گذاشت. اسب سواران دشمن به سوی جسد امام آمده، هنگامی که شیر را دیدند، ابن عمر بن سعد به آنان گفت: این، فتنه ای نو است، آن را بر نینگیزید و برگردید، آنان هم برگشتند.

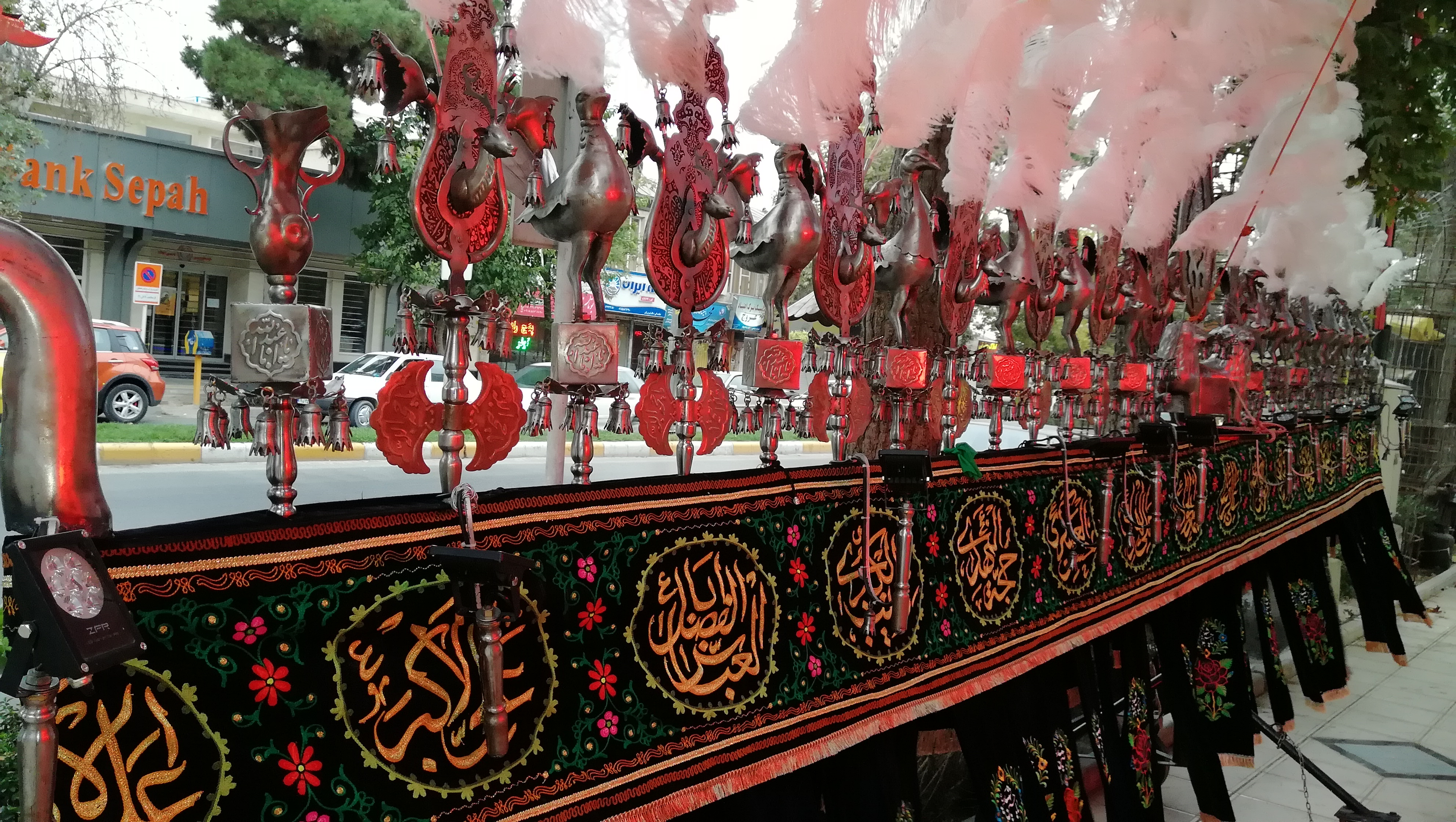
یک علم عزاداری عاشورا در بجنورد

آهو نماد «ضامن آهو» است. نماد علی بن موسی الرضا، اشاره به ضمانت و رحمت و مغفرت حسین بن علی در کربلا دارد؛ هم داستان حر و هم نصیحت به شمر.
زنگوله، مرتبط با ماجرای ساکت شدن زنگوله‌های شتران در ابتدای خطبه زینب کبری در شام می‌باشد.
طاووس نماد حجت بن الحسن است؛ المهدی طاووس اهل الجنة.
شتر نشانه اسارت اهل بیت است، برخی هم آن را اشاره به حدیث پیامبر در معراج می‌دانند که گفت: دیدم کاروان بی پایانی از شترها حرکت می‌کردند که حامل فضائل علی بن ابیطالب بودند.
«مرغ رخ» در کنار عَلَم استفاده می‌شود، همان براق است که در شب معراج مرکوب پیامبر بوده است.
هدهد نشانه سفیری و پیام بری عاشورا است.
خروس اذان گو، نماد غیرت است.
کبوتر هم نشانه آزادگی و شهادت است.
شمع و فانوس نماد قداست و پاکی است.

## اصطلاحات علم
علم بندی: بستن پارچه‌های رنگین به علم و با ارزش به بدنه چوبین علم که در روز معین و با آدابی ویژه انجام می‌شود.
علم واچینی: عمل بازکردن پارچه‌های رنگین و قیمتی از چوبه علم که آن نیز آدابی دارد و در روز معین انجام می‌شود.
نخل، چوب بسیار بلند، همانند درخت تبریزی متوسط که در تعزیه خوانی پیشاپیش دسته‌ها برند و بر سر آن گاه شکل پنجه‌ای از فلز باشد، و گاه پارچه سیاه بر آن پوشانند.

## نگارخانه

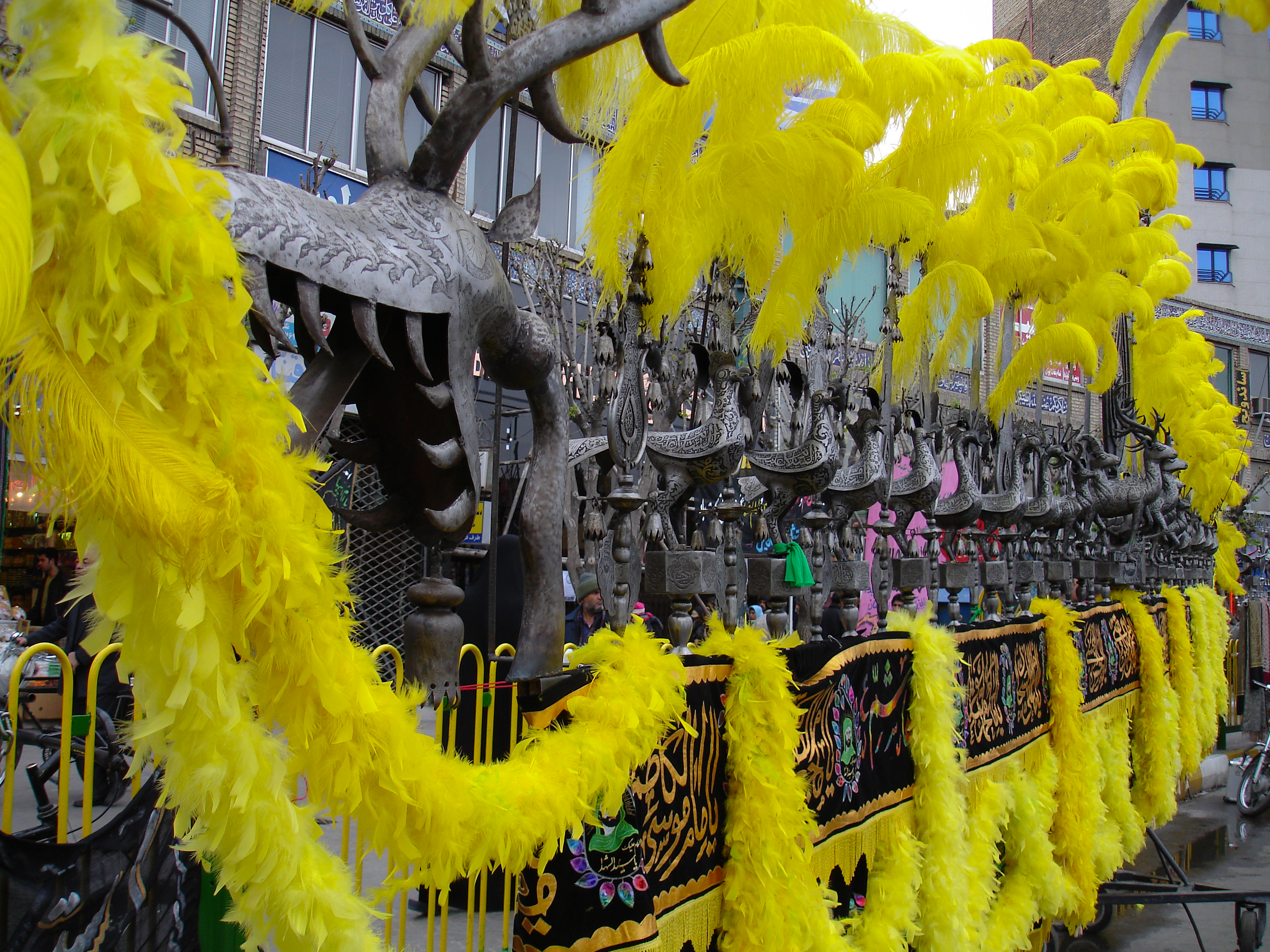
یک علم که به شیوه‌ای خاص برای عزاداری در اربعین تزئین شده
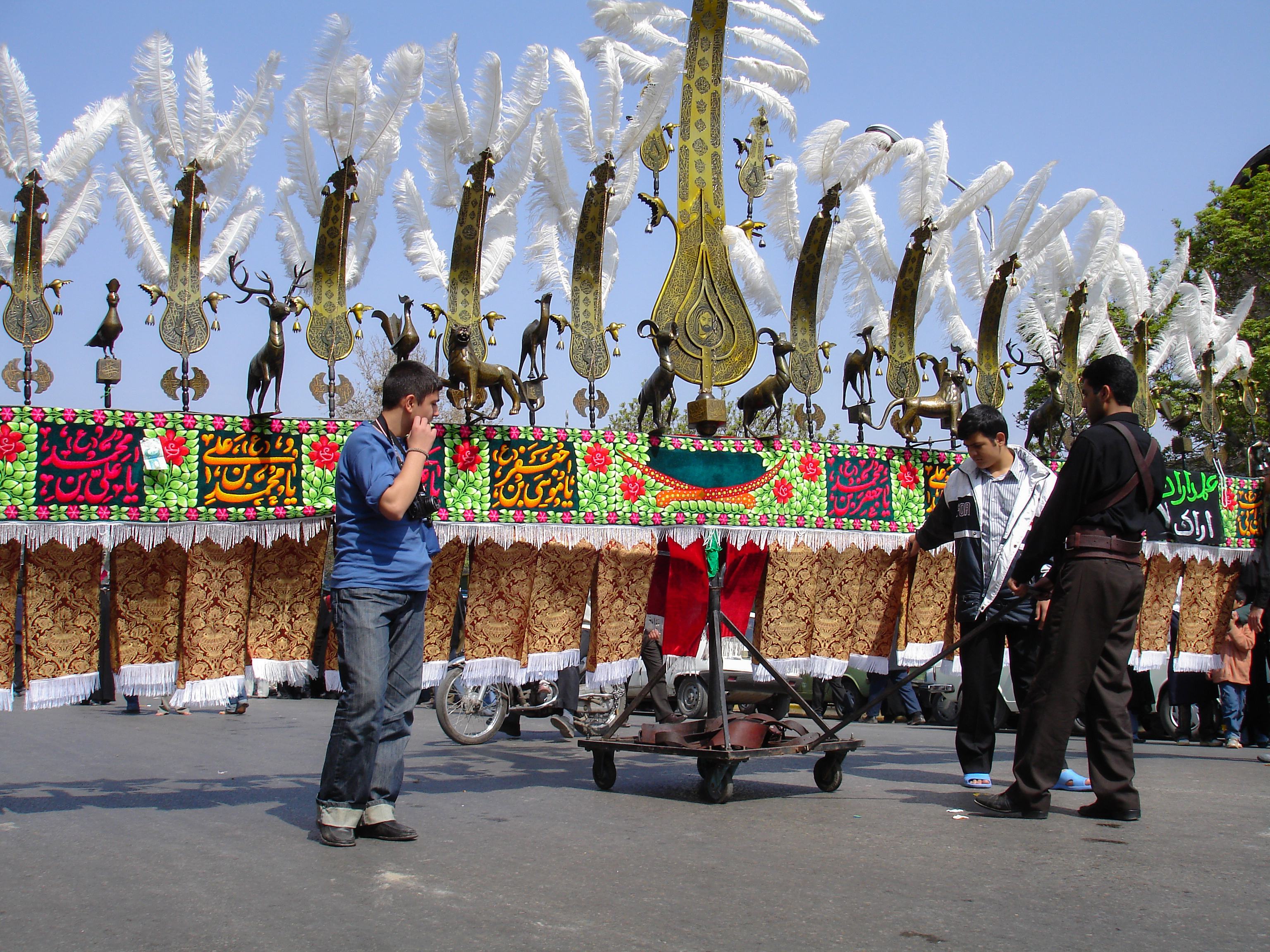
یک علم که بر روی چهار چرخ حمل می‌شود
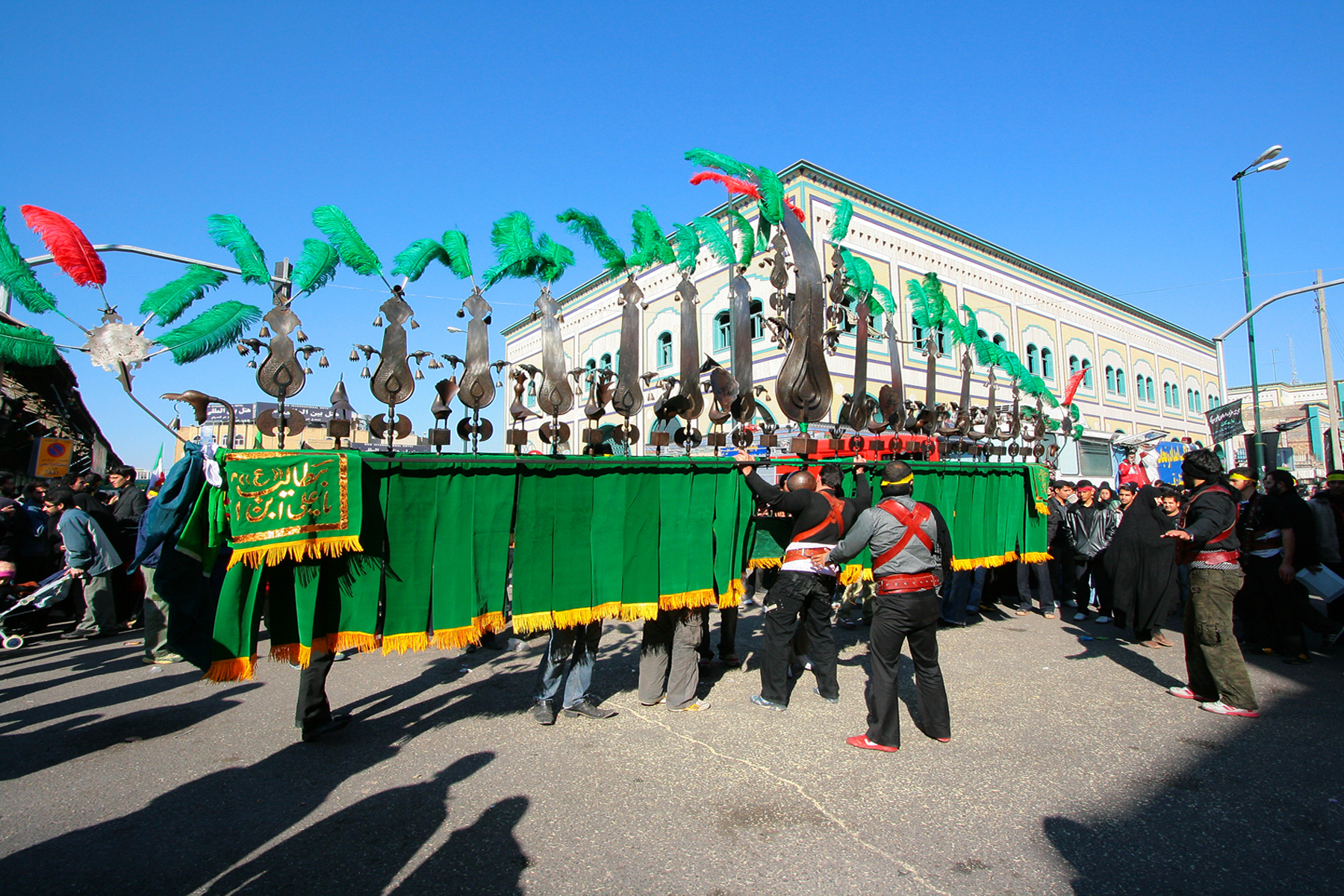
علم برداری شیعیان در ماه محرم، شهر قم
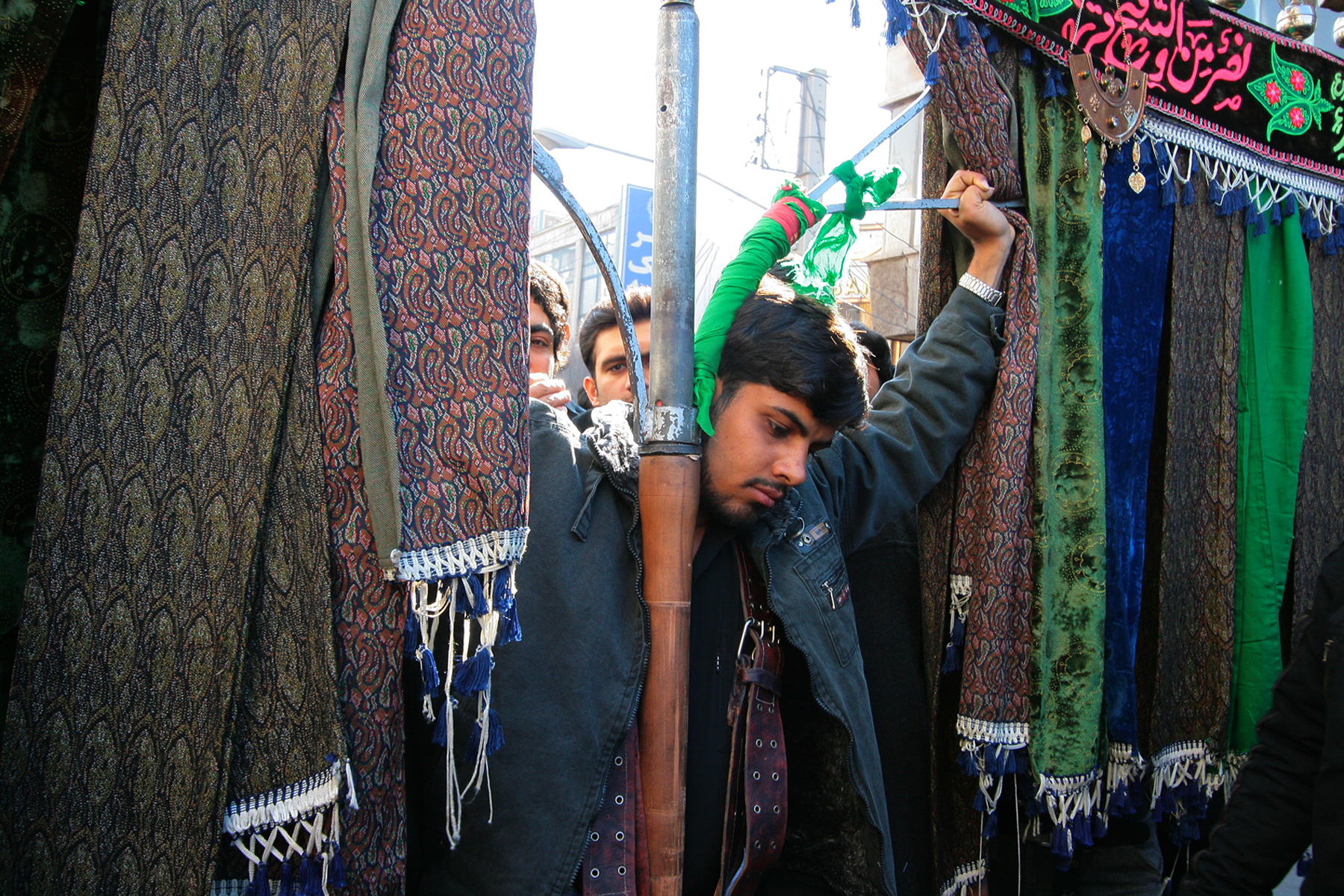
یک جوان در زیر یک علم عزاداری
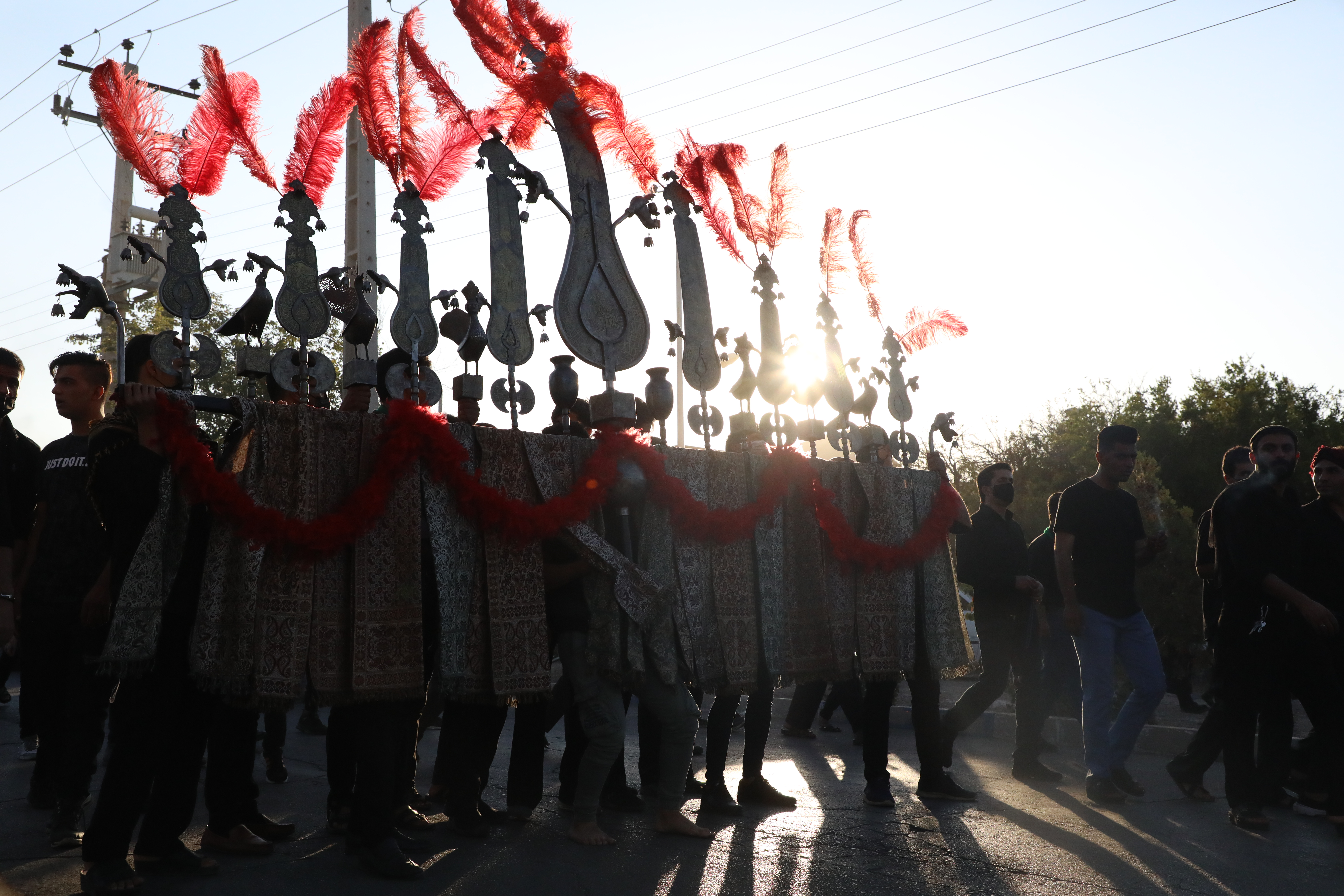
علم کشی در تفت
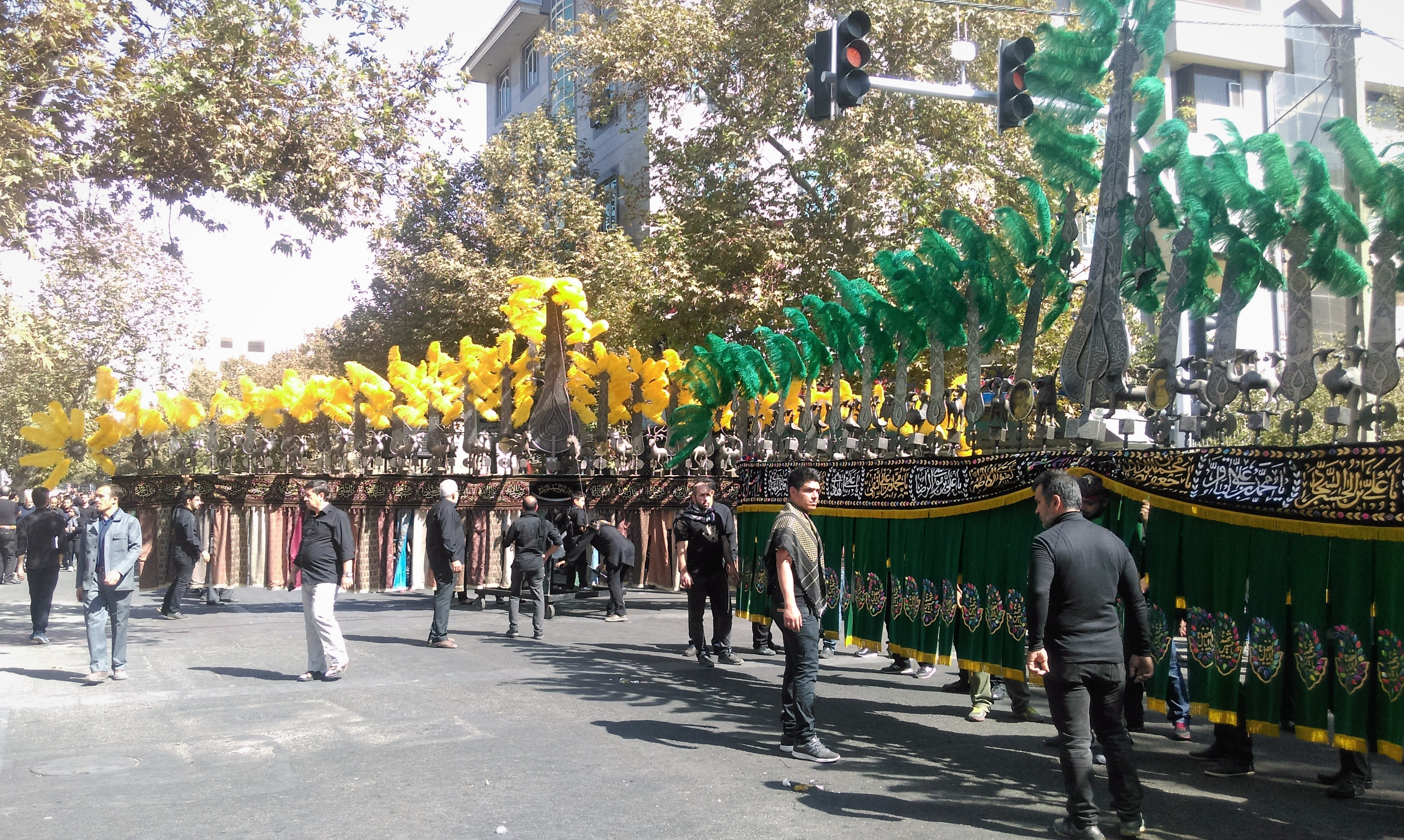
علامت کشی در تهران - محرم ۱۳۹۵ خورشیدی.